# Başağaç, Sandıklı
Başağaç là một thị trấn thuộc huyện Sandıklı, tỉnh Afyonkarahisar, Thổ Nhĩ Kỳ. Dân số thời điểm năm 2011 là 720 người.